# バウンサー (警備員)

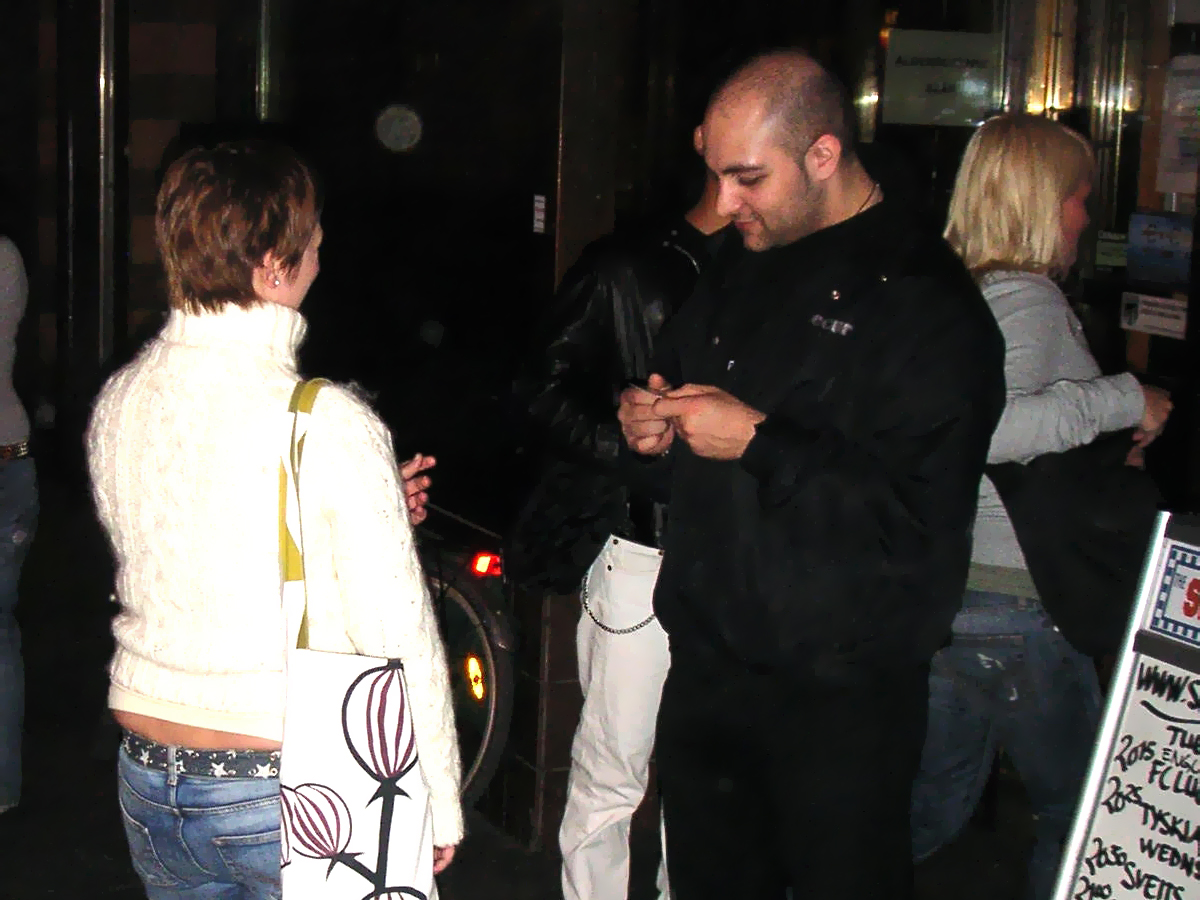
ノルウェーのバーで身分証確認を行うバウンサー

バウンサー（英: Bouncer）は、ドアマンやドア・スーパーバイザーやクラブセキュリティとも呼ばれ、ナイトクラブやイベント会場などに特定のゲストのみを入場させる役割を担う警備員の一種である。日本では「用心棒」と称され、ボディーガードやエスコートなどと同義とされる。警備会社に属さない民間人となり、主にコンサートやパーティー、フェスティバルの主催者によって雇用され、お酒を提供するディスコ、ナイトクラブ、バー、レストランなどの他に、株式会社などとも直接雇用契約が結ばれている。

## 概要
バウンサーの仕事は、入場に関して公的な身分証明書などで法定年齢と飲酒年齢を確認すること、酩酊者の入場拒否、開催者から見て、イベントのターゲットグループにそぐわない人物に対するフェイス・コントロール（外見、年齢、ドレスコード違反、性別、同伴者の有無、反社会組織に属したことがないかの確認、犯罪歴、不審物や薬物、場合によっては国籍）を行い、入場させない、または、入場後の攻撃的な行動や法令・施設規則の不遵守などトラブルに対し対処することである。
アメリカなどでは、バウンサーによる過剰防衛が度々問題となり裁判沙汰となっており、このことから連邦政府や州政府がバウンサーに対し専門的な研修を受講することを推奨しており、雇用に関し資格や反社会組織に属したことがないかの確認、犯罪歴のバックグラウンド・チェックを行うよう雇用主に義務付けており、業界の専門化へ向けた各種取り組みが行われている。近年では緊急時の避難指示や負傷者の応急措置訓練なども行われている。
バウンサー（用心棒）という職業の歴史を振り返ると、荒っぽく、タフで、暴力的であるというステレオタイプは、歴史を通じて多くの国や文化で実際にそうであったことが窺える。また、特定の場所を守り、その場所に入場できる人を選別する「ドアマン」は、ある時はホテルのフロントマンやボーイ、ポーターといった敬語になり、比較的重要なポジションに発展する可能性があることも歴史的な文献が示唆している。
ドイツでは他の一般市民同様、刑事訴訟法第127条に明記された現行犯に対する逮捕の権利や、正当防衛に関する武力行使は認められているが、いかなる場合も警察の担当領域を侵すことは認められていない。バウンサーの職に就くためには、管轄の商工会議所で専門知識に関する試験を受けなければならないことが産業法によって定められている。

## 用語
アメリカではクーラー（cooler）、イギリスではドア・スーパーバイザーと称され、アメリカのバーでクーラーはバウンサーのチームの長を指す言葉となる。イギリスではフロアマン、フロアパーソンとなり、クーラーという用語はバウンサーの役割を果たす者の総称として使用される。クーラーは、他のバウンサーと同様、物理的な状況に対応する能力を持つことが期待されているが、暴力を伴わず状況を緩和することができるコミュニケーションスキルを有していることが推奨される。
なお、バウンサーは跳ねる、弾むの意味となる動詞のバウンス（bounce）が原義となっているが、俗語として強制的に退去させる、弾き出す、つまみ出すと言った意味が含まれている。

## バウンサー経験を持つ著名人
- フランシスコ (ローマ教皇) - 神学校に入学する前、ブエノスアイレスのバーでバウンサーとして働いていた[9]。
- デイヴ・バウティスタ（プロレスラー、俳優）プロレスラーになる以前、ワシントンDCのナイトクラブでバウンサーとして働いていた[10]。
- ヴィン・ディーゼル（俳優）- バウンサーとして働いているとき匿名性を守るため「ヴィン・ディーゼル」というペンネームで働いていた[11]。
- ヴィンセント・ドノフリオ（俳優）[12]
- ノーマン・フォスター（建築家）- イギリスの建築家で貴族院議員、マンチェスター大学で建築を学ぶ傍らナイトクラブのバウンサーとして働いていた[13]。
- カールトン・リーチ（英語版）（作家）- イギリスの元フーリガンでボディビルダー。映画『ライズ・オブ・ザ・フットソルジャー』のインスピレーションとなった人物。
- ドルフ・ラングレン（俳優）- スウェーデン人俳優、監督、武道家[14]。
- ミスター・T（俳優、プロレスラー）- 元バウンサー「アメリカで最もタフなバウンサー」コンテストで2度の優勝を飾る[15]。
- チャズ・パルミンテリ（俳優、作家）[14]
- グレン・ロス（英語版）（世界最強の男）- 北アイルランドのバウンサーであり、世界最強の男[16]。
- ジョルジュ・サンピエール（総合格闘家）- カナダの総合格闘家、UFCウェルター級チャンピオン[17]。
- ロブ・テリー（プロレスラー）[18]
- ジェフ・トンプソン（英語版）（作家）- イギリス人バウンサー「Watch My Back」の著者[19]。
- ジャスティン・トルドー（首相、カナダ自由党党首）- 大学卒業後、ブリティッシュコロンビア州のウィスラーでバウンサーとして働いていた[20]。

故人
- アル・カポネ（ギャング）- シカゴのギャングで、幼少期はバーテンダーやバウンサーとして働いていた[21]。
- マイケル・クラーク・ダンカン（俳優）- 様々な芸能人のボディーガードとしても働いていた[22]。
- ジェームズ・ガンドルフィーニ（俳優）- ラトガース大学在学中に学内のパブでバウンサーとして働いていた[23]。
- ジャイアント・ヘイスタックス（英語版）（プロレスラー）[24]
- レニー・マクリーン（英語版）（プロボクサー）- イギリスのベアナックル・ボクシングのヘビー級チャンピオンで、ロンドンのナイトクラブのドアマン長としても働いていた[25]。
- リック・ルード（プロレスラー）[26]
- ロード・ウォリアー・アニマル（プロレスラー）[27]
- パトリック・スウェイジ（俳優、ダンサー）[14]
- トニー・リップ（俳優、作家）- ピアニストのドン・シャーリーに運転手として雇われた時はバウンサーも兼任し、その半生が映画『グリーンブック』として公開された。
- 百瀬博教（詩人、作家） - 大学生時代の1960年に東京・赤坂の高級ナイトクラブ「ニューラテンクォーター」のバウンサーとなる。